# Akademia Nauk Stosowanych WSGE im. A. De Gasperi w Józefowie
Akademia Nauk Stosowanych WSGE im. A. De Gasperi w Józefowie (wcześniej Wyższa Szkoła Gospodarki Euroregionalnej im. Alcide De Gasperi w Józefowie, WSGE) – została utworzona na podstawie decyzji DSW-3-4001-1119/TT/02 z dnia 18 listopada 2002 roku i wpisana do rejestru uczelni niepublicznych pod numerem 115. Decyzją Ministra Nauki i Szkolnictwa Wyższego z dnia 30 marca 2012 roku (MNiSW-DNS-WUN-6014-22717-1/WM/12) WSGE wpisano do rejestru uczelni niepublicznych i związków uczelni niepublicznych pod liczbą porządkową 257. Patronem szkoły od 27 września 2004 roku jest Alcide De Gasperi, włoski polityk, jeden z twórców zjednoczonej Europy.

## Kierunki studiów
Uczelnia posiada uprawnienia do prowadzenia studiów o profilu ogólnoakademickim lub praktycznym:
- na poziomie studiów jednolitych magisterskich: „pedagogika przedszkolna i wczesnoszkolna”[3];
- na poziomie studiów pierwszego stopnia na kierunkach: „administracja”, „prawo urzędnicze”[4];
- na poziomie studiów pierwszego i drugiego stopnia na kierunkach: „pedagogika”, „zarządzanie” i „bezpieczeństwo wewnętrzne”[4].

WSGE prowadzi również studia podyplomowe oraz kursy i szkolenia.

## Rankingi „Perspektywy”
W rankingu szkół wyższych, prowadzonym przez „Perspektywy”, w kategorii Niepublicznych Uczelni Magisterskich w 2016 roku WSGE uplasowała się na 25., w 2017 – na 19., w 2018 – 17. miejscu. W roku 2019 osiągnęła 12 pozycję.
| Rok  | Miejsce |
| ---- | ------- |
| 2019 | 12      |
| 2018 | 17      |
| 2017 | 19      |
| 2016 | 25      |